# Eria torricellensis
Eria torricellensis är en orkidéart som beskrevs av Rudolf Schlechter. Eria torricellensis ingår i släktet Eria och familjen orkidéer. Inga underarter finns listade i Catalogue of Life.